# گروه آجیبادم
گروه آجیبادم (انگلیسی: Acıbadem Group) شرکت مراقبت سلامت ترک است، که در سال ۱۹۹۱ تأسیس شد.